# Töreboda
Töreboda è una città della Svezia, capoluogo del comune omonimo, nella contea di Västra Götaland. Ha una popolazione di 4.299 abitanti.